# Gaspare Ambrosini
Gaspare Ambrosini, né à Favara le 24 octobre 1886, mort à Rome 17 août 1985 est un universitaire, magistrat et homme politique italien.
Professeur de droit constitutionnel, membre de la Démocratie chrétienne, il influence l'écriture du statut spécial de la Sicile, participe à la rédaction de la constitution italienne puis préside la Cour constitutionnelle de la République italienne.

## Biographie

### Carrière de professeur de droit
Né à Favara, ville de la province d'Agrigente réputée pour son assujettissement par la mafia, Gaspare Ambrosini est le fils de Giovanni Battista Ambrosini et Carmela Lentini. Parmi ses six frères et sœurs, Antonio (1888-1983), juriste, Alessandro (1891-1992), magistrat, et Vittorio (1893-1971), fondateur des Arditi del Popolo.
Il étudie au lycée classique Empedocle d'Agrigente, puis suit des études de droit à la faculté de Naples où il a Napoleone Colajanni parmi ses professeurs. Sa thèse, Il diritto ecclesiastico francese odierno (1880-1908), est dirigée par Francesco Scaduto dont il épouse la fille, Francesca, en 1936.
Diplômé à 22 ans, il s'engage dans une carrière de magistrat l'année suivante, et enseigne le droit canon à l'Université de Messine à partir de 1911.
Il s'engage comme volontaire lors de la Première Guerre mondiale.
Il est professeur de droit constitutionnel à l'université de Palerme de 1919 à 1936, ayant parmi ses étudiants puis assistant le futur ministre Franco Restivo, puis à celle de Rome à partir de 1936.
Il publie de nombreux ouvrages juridiques, consacrés au droit ecclésiastique français, aux liens entre Marx, Mazzini et l'internationale socialiste, à l'influence de l'Italie en Méditerranée, à la place du syndicalisme dans l'histoire contemporaine ou encore à la question du régionalisme.

### Constitutionnaliste respecté
Il publie en 1933 un essai intitulé « Autonomie régionale et fédéralisme » qui propose, à partir du modèle de la République catalane de 1931, une organisation étatique autour d'une autonomie régionale forte sans aller jusqu'au fédéralisme, qui inspirera fortement le statut spécial de la Sicile. Même s'il n'est pas appelé officiellement à participer aux travaux d'écriture, il apporte sa marque lors de la rédaction en transmettant à Luigi Sturzo, qui a conservé une forte autorité sur le personnel politique de l'île à son retour d'exil, ses propositions sur l'autonomie régionale.
Après la chute du fascisme, il est approché par l'Istituto italiano di studi  legislativi visant la réorganisation de l'État démocratique, et conseille un large recours à la proportionnelle lors des scrutins. Ayant rejoint le parti Démocratie chrétienne dont il collabore à la structuration théorique, et reconnu comme un éminent juriste, il est élu à l'Assemblée constituante sur les listes de la DC, 
Spécialiste des systèmes fédéraux, ayant étudié parmi les premiers les innovations institutionnelles de la Russie soviétique de 1917, de l'Allemagne nazie de 1934 et l'Espagne républicaine de 1931, il est l'un des 75 parlementaires chargés de l'écriture de la nouvelle constitution et préside de la « Commission des Dix », chargée de proposer la structure politique et administrative du pays (régions, provinces et municipalités), notamment la question de l'autonomie des régions. Il y défend le projet de statut spécial de la Sicile contre une partie de son parti menée par Luigi Einaudi et obtient le vote de l'amendement qui octroie au statut régional une valeur constitutionnelle.
En 1947, il est désigné, sur les conseils de De Gasperi, pour accompagner le transfert des cendres du prix Nobel sicilien Luigi Pirandello de Rome à Agrigente.
Député lors de la Ire législature de la République italienne, il préside de la commission des affaires étrangères de la Chambre. À ce titre, il participe à la construction européenne. Il n'est pas réélu lors des élections générales de 1953, peut-être par l'influence de la mafia.
En mars 1953, il préside le premier congrès international d’études et d’échanges méditerranéens organisé à Palerme, inauguré par Paolo Emilio Taviani.
Il poursuit alors sa carrière universitaire, titulaire à la suite de Vittorio Emanuele Orlando de la chaire de droit constitutionnel de l'université de Rome, et reprend alors sa charge de magistrat, comme juge à la Haute Cour de la Région sicilienne, puis est nommé membre de la Cour constitutionnelle par le Parlement, en 1955. En octobre 1962, il est élu à la présidence de la Cour constitutionnelle. Il est réélu en octobre 1966, il quitte la cour en décembre 1967, titulaire du plus long mandat à cette fonction.